# Svjećica
Svjećica je naprava koja električnom iskrom pali smjesu goriva (benzina ili plina) i zraka u cilindru Ottova motora (benzinski motor) kao i u komori izgaranja mlaznog motora. U klipnom benzinskom motoru pali se pri svakom taktu ekspanzije, dok se kod mlaznog pali samo pri pokretanju motora jer se gorivo ubrizgava u plamen i kontinuirano izgara. Sastoji se od keramičkog izolatora, metalnoga plašta s navojem kojim se svjećica učvršćuje u cilindar motora i dviju elektroda. Središnja elektroda s priključkom na kabel razvodnika paljenja smještena je u izolatoru svjećice, dok je druga elektroda učvršćena u metalnom plaštu. Između vrhova elektroda, razmaknutih od 0,5 do 0,7 milimetara (rjeđe i više), preskače iskra pobuđena visokonaponskom strujom od 12 000 do 30 000 V (volta). Visoki napon za stvaranje iskre nastaje na induktoru sinkronizirano s radom motora. Svaka vrsta motora zahtijeva svjećicu određenih svojstava, to jest promjera i uspona navoja, te toplinske vrijednosti (kako se za vrijeme rada motora ne bi začađila ili zauljila, temperatura je svjećice od 400 do 850 °C).
Među prvim izumiteljima koji su patentirali svijećicu bili su Nikola Tesla, Frederick Richard Simms i Robert Bosch. Carl Benz je također pridonio njezinom razvoju.